# Pont de Montifort
Le pont de Montifort est situé à Lodève, dans le département de l'Hérault, en France.

## Localisation
Le pont franchit en dos d'âne la Soulondre, affluent de la Lergue, à Lodève, dans le département français de l'Hérault.

## Description
L'édifice est un pont en arc construit maçonnerie avec une grande arche à laquelle a été ajoutée une petite arche secondaire ultérieurement.

## Historique
Le pont date du XVIe siècle.
L'édifice est inscrit au titre des monuments historiques par arrêté du 12 mai 1964.